# Нищо не е свещено
 Нищо не е свещено (на руски: Ничего святого) е историческо-приключенска повест от руския писател Борис Акунин, написана през 2010 г. Това е втората част от четвърта книга за приключенията на руския и немски шпиони по време на Първата световна война. Повестта описва новата конфронтация на Алексей Романов и Йозеф фон Tеофелс през есента на 1916 г.

## Сюжет
Внимание:  Текстът по-долу разкрива сюжета на произведението (или части от него)!
... Ноември 1916. Германското военно командване, след тежки поражения на основния му съюзник Австро-Унгария, стига до извода, че победата над Русия по военен начин е невъзможно. Ако не се вземат някои драстични решения, германската империя е обречена. Един от най-добрите шпиони, Йозеф фон Теофелс, предлага доказан метод вече се използван от японското разузнаване през 1905 г. Тогава японците, в очакване на неминуемия крах на войната предизвикат руската революция, щедро финансирайки Ленин и неговата партия.
Ръководството на немското разузнаване отхвърлят плана на Зеп, предлагайки собствен – убийството на Николай II. В случай на смърт на императора в Русия ще започнат сътресения и борби за власт, които ще изведат Русия от войната. Вилхелм II, който е братовчед на Николай ІІ, никога няма да допусне такава операция, затова Теофелс трябва да убие руския цар, представяйки делото като влакова катастрофа. Зеп събира избрани войнстващи националисти, които мразят Николай II. Групата е наистина „международна“: финландец, евреин, поляк ... Освен това, в операцията участват най-добрите агенти на Зеп, които са помогнали на Теофелс в дръзките му операции в Севастопол („Мария“, Мария...). Планът е внимателно подготвен, и нищо не може да спаси от смъртта руския цар.
... В същото време, княз Козловски, който е станал шеф на контраразузнаването, изпраща най-добрия си служител, Алексей Романов на фронта за проверка. Алексей трябва да анализира колко добре е организираната защита на „влак №1“, с който император Николай II се придвижва по фронтовете на армията си, и от време на време се връща в Петербург. Още след като започва да анализира мерките за защита на царя, Романов внезапно открива, че в свитата на Николай ІІ има предател, който ще информира германското разузнаване за всички движения на царския влак. Очаквайки опит за покушение Алексей започва да действа, стремейки се да предотврати убийството на коронясания се съименник.
... Както и през 1914 г. (Младенецът и дяволът) двамата непримирими врагове, фон Tеофелс и Романов, отново трябва да се изправят лице в лице. Нито Зеп, нито Алексей са свикнали да губят, те по-скоро ще умрат, отколкото да изпуснат победата. Залогът в предстоящата смъртоносна битка е изключително висок – животът или смъртта на руския цар ...

## Исторически препратки
- В действителност, Николай II става участник в железопътна катастрофа. На 29 октомври 1888 г. царския влак, в който е пътуват император Александър III и неговото семейство (включително Николай, тогава престолонаследник), по неясни причини, катастрофира в близост до гарата Борки (близо до Харков). Николай не е бил ранен, а има само леки натъртвания и ожулвания.

1. ↑  Издание на книгата от 2014 г., издателство „Еднорог“